# Ellie Leach
Ellie Louise Leach (Mánchester, Gran Mánchester, 15 de marzo de 2001) es una actriz británica, conocida por interpretar el papel de Faye Windass en la serie de ITV1, Coronation Street, entre 2011 y 2023. Tras su salida de la serie, ganó la vigesimoprimera temporada del concurso de la BBC, Strictly Come Dancing.

## Primeros años
Leach nació en Mánchester, Gran Mánchester, el 15 de marzo de 2001. Asistió a la Escuela Secundaria Fairfield. Es prima de Brooke Vincent, quien interpretó a Sophie Webster en Coronation Street entre 2004 y 2019.

## Carrera
Leach comenzó su carrera televisiva apareciendo en anuncios de televisión para Staples y McDonald's. En 2009, apareció en la película A Boy Called Dad. En 2010, apareció en un episodio de Moving On como Stacy.
En 2011, interpretó el papel de Faye Butler, una posible hija adoptiva de Anna (Debbie Rush) y Eddie Windass (Steve Huison) en la telenovela de ITV1, Coronation Street. En abril de 2023, se confirmó que Leach dejaría Coronation Street tras 12 años en el papel de Faye, y que las escenas de su marcha se emitirían en un «gran reportaje» en julio de 2023. Inicialmente se informó de que ella había optado por dejar la serie, pero no sería asesinada, dejando la puerta abierta para que la actriz y el personaje regresaran en el futuro. Sin embargo, Leach confirmó más tarde que los jefes de la serie le habían dicho que «no veían futuro para el personaje», por lo que su papel fue eliminado.
Tras su salida de Coronation Street, Leach fue anunciada como concursante en la vigesimoprimera temporada del concurso de baile de la BBC, Strictly Come Dancing. Formó pareja con el bailarín profesional Vito Coppola y la pareja ganó el concurso. A los 22 años, se convirtió en la celebridad más joven en ganar el concurso, un récord que hasta entonces ostentaba el gimnasta olímpico Louis Smith, de la décima temporada, que entonces tenía 23 años.

## Filmografía
| Año       | Título                                | Papel              | Notas                          | Ref.   |
| --------- | ------------------------------------- | ------------------ | ------------------------------ | ------ |
| 2009      | A Boy Called Dad                      | Katie              | Papel en la película           | [ 17 ] |
| 2010      | Moving On                             | Stacy              | Episodio: «I Am Darleen Fyles» | [ 18 ] |
| 2011–2023 | Coronation Street                     | Faye Windass       | Serie regular                  | [ 19 ] |
| 2012      | Coronation Street: A Christmas Corrie | Faye Windass       | Cortometraje de televisión     | [ 20 ] |
| 2015      | The Sound of Music Live               | Conjunto de monjas | Película para televisión       |        |
| 2023      | Strictly Come Dancing                 | Ella misma         | Ganadora; temporada 21         | [ 21 ] |
| 2024      | Drama Queens                          | Ella misma         |                                | [ 22 ] |

## Premios y nominaciones
| Año  | Premio              | Categoría                  | Trabajo           | Resultado | Ref(s)        |
| ---- | ------------------- | -------------------------- | ----------------- | --------- | ------------- |
| 2013 | British Soap Awards | Mejor interpretación joven | Coronation Street | Nominada  | [ 23 ]        |
| 2013 | Inside Soap Awards  | Mejor actor joven          | Coronation Street | Nominada  | [ 24 ]        |
| 2014 | Inside Soap Awards  | Mejor actor joven          | Coronation Street | Nominada  | [ 25 ]        |
| 2015 | British Soap Awards | Mejor interpretación joven | Coronation Street | Nominada  | [ 26 ]        |
| 2015 | Inside Soap Awards  | Mejor actor joven          | Coronation Street | Nominada  | [ 27 ] [ 28 ] |